# Strade Bianche 2015
La 9.ª edición del Strade Bianche  se realizó el 7 de marzo de 2015. Su recorrido fue de 200 km con inicio en San Gimignano y final en la ciudad de Siena.
La carrera formó parte del UCI Europe Tour 2015, en categoría 1.HC.

## Equipos participantes
Tomaron parte en la carrera 20 equipos: 14 de categoría UCI WorldTeam; 6 de categoría Profesional Continental. Formando así un pelotón de 153 ciclistas de los que acabaron 85. Los equipos participantes fueron:
| WorldTeams (14)- AG2R La Mondiale - Astana - BMC Racing Team - Cannondale-Garmin - Etixx-Quick Step - IAM Cycling - Katusha - Lampre-Merida - Lotto NL-Jumbo - Movistar Team - Orica-GreenEDGE - Sky - Tinkoff-Saxo - Trek Factory Racing Equipos continentales profesionales (6)- Androni Giocattoli - Bardiani CSF - Nippo-Vini Fantini - Team Novo Nordisk - RusVelo - Southeast |
| |

## Clasificación final
- Las clasificaciones finalizaron de la siguiente forma:[2]

| \| Clasificación general \| Clasificación general \| Clasificación general \| Clasificación general \| Clasificación general \| \| Ciclista \| Ciclista \| Equipo \| Tiempo \| \| \| --------------------- \| --------------------- \| --------------------- \| --------------------- \| --------------------- \| \| 1.º \| Zdeněk Štybar \| Etixx-Quick Step \| 5 h 22 min 13 s \| \| \| 2.º \| Greg Van Avermaet \| BMC Racing Team \| + 2 s \| \| \| 3.º \| Alejandro Valverde \| Movistar Team \| + 18 s \| \| \| 4.º \| Sep Vanmarcke \| LottoNL-Jumbo \| + 46 s \| \| \| 5.º \| Diego Rosa \| Astana \| + 56 s \| \| \| 6.º \| Oscar Gatto \| Androni Giocattoli \| + 59 s \| \| \| 7.º \| Rigoberto Urán \| Etixx-Quick Step \| + 59 s \| \| \| 8.º \| Fabio Felline \| Trek Factory Racing \| + 1 min 02 s \| \| \| 9.º \| Przemysław Niemiec \| Lampre-Merida \| + 1 min 03 s \| \| \| 10.º \| Giampaolo Caruso \| Katusha \| + 1 min 03 s \| \| \| 11.º \| Roman Kreuziger \| Tinkoff-Saxo \| + 1 min 03 s \| \| \| 12.º \| Ángel Vicioso \| Katusha \| + 1 min 07 s \| \| \| 13.º \| Salvatore Puccio \| Team Sky \| + 1 min 07 s \| \| \| 14.º \| Julien Vermote \| Etixx-Quick Step \| + 1 min 10 s \| \| \| 15.º \| Samuel Sánchez \| BMC Racing Team \| + 1 min 10 s \| \| \| 16.º \| Damiano Cunego \| Nippo-Vini Fantini \| + 1 min 19 s \| \| \| 17.º \| Luke Durbridge \| Orica-GreenEDGE \| + 1 min 22 s \| \| \| 18.º \| Daniel Oss \| BMC Racing Team \| + 1 min 26 s \| \| \| 19.º \| Fabian Cancellara \| Trek Factory Racing \| + 1 min 26 s \| \| \| 20.º \| Pieter Serry \| Etixx-Quick Step \| + 1 min 26 s \| \| |                    |                     |                 |
| |                    |                     |                 |
| Fuentes: ProCyclingStats Cycling Archives |                    |                     |                 |
| Clasificación general |                    |                     |                 |
| Ciclista | Ciclista           | Equipo              | Tiempo          |
| 1.º | Zdeněk Štybar      | Etixx-Quick Step    | 5 h 22 min 13 s |
| 2.º | Greg Van Avermaet  | BMC Racing Team     | + 2 s           |
| 3.º | Alejandro Valverde | Movistar Team       | + 18 s          |
| 4.º | Sep Vanmarcke      | LottoNL-Jumbo       | + 46 s          |
| 5.º | Diego Rosa         | Astana              | + 56 s          |
| 6.º | Oscar Gatto        | Androni Giocattoli  | + 59 s          |
| 7.º | Rigoberto Urán     | Etixx-Quick Step    | + 59 s          |
| 8.º | Fabio Felline      | Trek Factory Racing | + 1 min 02 s    |
| 9.º | Przemysław Niemiec | Lampre-Merida       | + 1 min 03 s    |
| 10.º | Giampaolo Caruso   | Katusha             | + 1 min 03 s    |
| 11.º | Roman Kreuziger    | Tinkoff-Saxo        | + 1 min 03 s    |
| 12.º | Ángel Vicioso      | Katusha             | + 1 min 07 s    |
| 13.º | Salvatore Puccio   | Team Sky            | + 1 min 07 s    |
| 14.º | Julien Vermote     | Etixx-Quick Step    | + 1 min 10 s    |
| 15.º | Samuel Sánchez     | BMC Racing Team     | + 1 min 10 s    |
| 16.º | Damiano Cunego     | Nippo-Vini Fantini  | + 1 min 19 s    |
| 17.º | Luke Durbridge     | Orica-GreenEDGE     | + 1 min 22 s    |
| 18.º | Daniel Oss         | BMC Racing Team     | + 1 min 26 s    |
| 19.º | Fabian Cancellara  | Trek Factory Racing | + 1 min 26 s    |
| 20.º | Pieter Serry       | Etixx-Quick Step    | + 1 min 26 s    |

## UCI Europe Tour
La carrera otorga puntos para el UCI Europe Tour 2015, solamente para corredores de equipos Profesional Continental y Equipos Continentales. La siguiente tabla corresponde al baremo de puntuación:
| Posición   | 1.º | 2.º | 3.º | 4.º | 5.º | 6.º | 7.º | 8.º | 9.º | 10.º | 11.º | 12.º | 13.º | 14.º | 15.º |
| Puntuación | 100 | 70  | 40  | 30  | 25  | 20  | 15  | 10  | 9   | 8    | 7    | 6    | 5    | 4    | 3    |

| Ciclista    | Equipo             | Puntos |
| ----------- | ------------------ | ------ |
| Oscar Gatto | Androni Giocattoli | 20     |